# Ernemont-la-Villette
Pour les articles homonymes, voir Ernemont et Villette.
Ernemont-la-Villette est une commune française située dans le département de la Seine-Maritime en région Normandie.

## Géographie

### Hydrographie
La commune est située dans le bassin Seine-Normandie. Elle est drainée par l'Epte et le cours d'eau 01 de la commune d'Ernemont-la-Villette,,.
L'Epte, d'une longueur de 113 km, prend sa source dans la commune de Compainville et se jette  dans la Seine à Notre-Dame-de-la-Mer, après avoir traversé 44 communes. Les caractéristiques hydrologiques de l'Epte sont données par la station hydrologique située sur la commune de Gournay-en-Bray. Le débit moyen mensuel est de 1,9 m3/s. Le débit moyen journalier maximum est de 37,4 m3/s, atteint lors de la crue du 3 janvier 2003. Le débit instantané maximal est quant à lui de 41 m3/s, atteint le 2 janvier 2003.

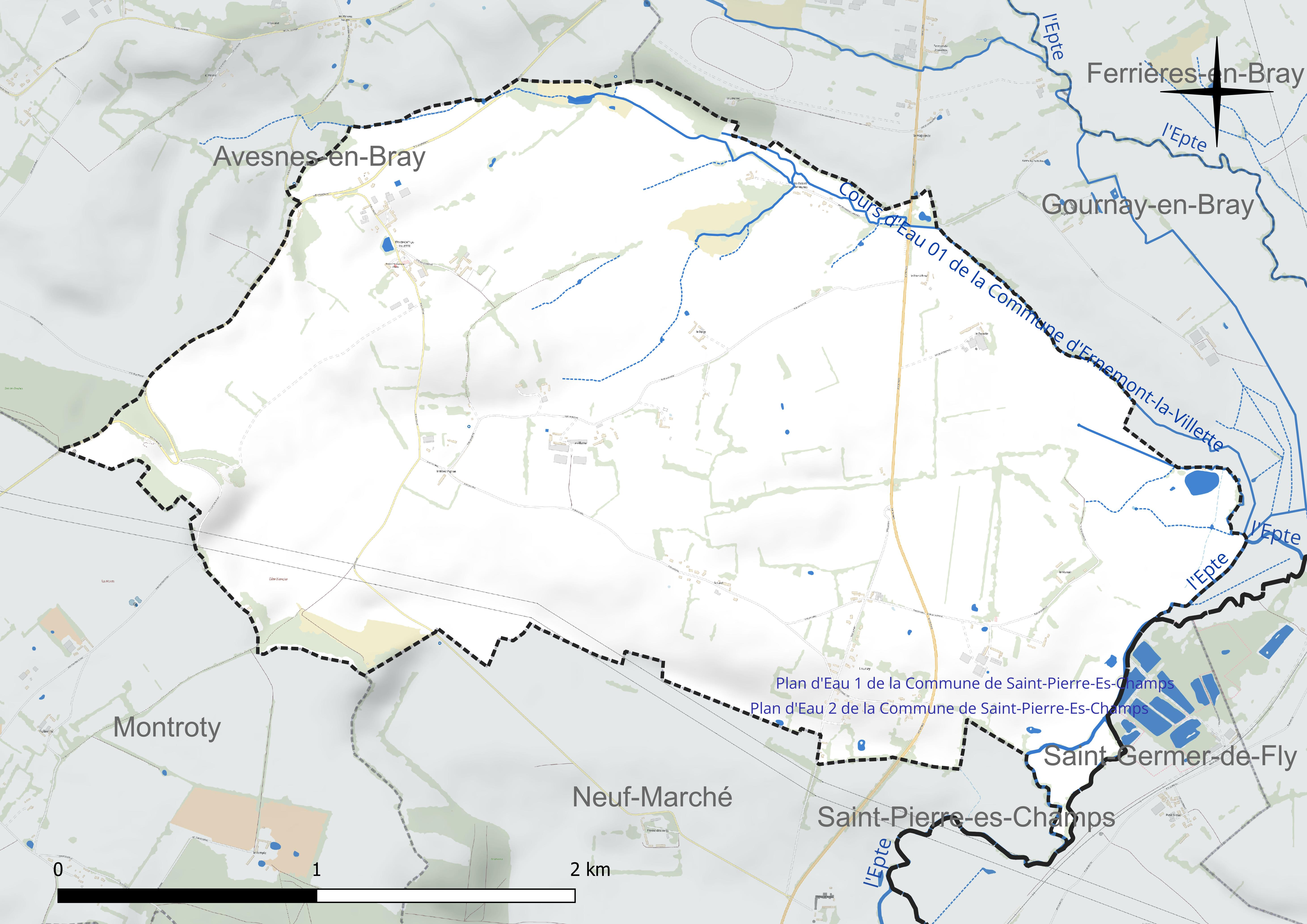
Réseau hydrographique d'Ernemont-la-Villette.

### Climat
Pour des articles plus généraux, voir Climat de la Normandie et Climat de la Seine-Maritime.
En 2010, le climat de la commune est de type climat océanique dégradé des plaines du Centre et du Nord, selon une étude du CNRS s'appuyant sur une série de données couvrant la période 1971-2000. En 2020, Météo-France publie une typologie des climats de la France métropolitaine dans laquelle la commune est exposée à un climat océanique et est dans la région climatique Côtes de la Manche orientale, caractérisée par un faible ensoleillement (1 550 h/an) ; forte humidité de l’air (plus de 20 h/jour avec humidité relative > 80 % en hiver), vents forts fréquents. Parallèlement le GIEC normand, un groupe régional d’experts sur le climat, différencie quant à lui, dans une étude de 2020, trois grands types de climats pour la région Normandie, nuancés à une échelle plus fine par les facteurs géographiques locaux. La commune est, selon ce zonage, exposée à un « climat contrasté des collines », correspondant au Pays de Bray, bien arrosé et frais.
Pour la période 1971-2000, la température annuelle moyenne est de 10,3 °C, avec une amplitude thermique annuelle de 13,7 °C. Le cumul annuel moyen de précipitations est de 775 mm, avec 12,3 jours de précipitations en janvier et 8,2 jours en juillet. Pour la période 1991-2020, la température moyenne annuelle observée sur la station météorologique la plus proche, située sur la commune d'Étrépagny à 18 km à vol d'oiseau, est de 11,3 °C et le cumul annuel moyen de précipitations est de 774,0 mm,. Pour l'avenir, les paramètres climatiques de la commune estimés pour 2050 selon différents scénarios d’émission de gaz à effet de serre sont consultables sur un site dédié publié par Météo-France en novembre 2022.

## Urbanisme

### Typologie
Au 1er janvier 2024, Ernemont-la-Villette est catégorisée commune rurale à habitat très dispersé, selon la nouvelle grille communale de densité à sept niveaux définie par l'Insee en 2022.
Elle est située hors unité urbaine. Par ailleurs la commune fait partie de l'aire d'attraction de Gournay-en-Bray, dont elle est une commune de la couronne,. Cette aire, qui regroupe 21 communes, est catégorisée dans les aires de moins de 50 000 habitants,.

### Occupation des sols
L'occupation des sols de la commune, telle qu'elle ressort de la base de données européenne d’occupation biophysique des sols Corine Land Cover (CLC), est marquée par l'importance des territoires agricoles (98,4 % en 2018), en augmentation par rapport à 1990 (97,5 %). La répartition détaillée en 2018 est la suivante : 
prairies (54,3 %), terres arables (39,4 %), zones agricoles hétérogènes (4,7 %), zones humides intérieures (1,1 %), forêts (0,5 %). L'évolution de l’occupation des sols de la commune et de ses infrastructures peut être observée sur les différentes représentations cartographiques du territoire : la carte de Cassini (XVIIIe siècle), la carte d'état-major (1820-1866) et les cartes ou photos aériennes de l'IGN pour la période actuelle (1950 à aujourd'hui).

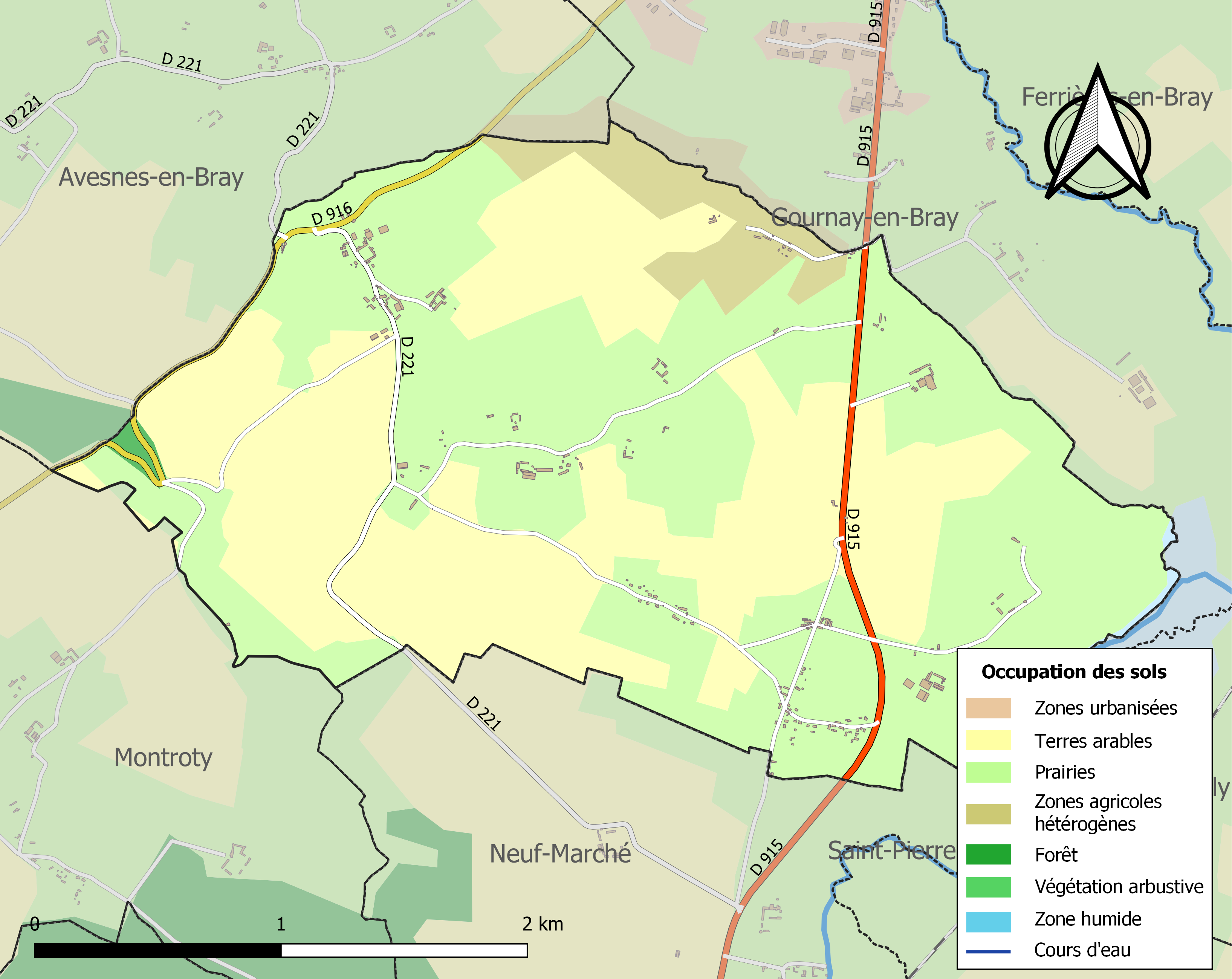
Carte des infrastructures et de l'occupation des sols de la commune en 2018 (CLC).

### Habitat et logement
En 2019, le nombre total de logements dans la commune était de 95, alors qu'il était de 97 en 2014 et de 87 en 2009.
Parmi ces logements, 89,7 % étaient des résidences principales, 9 % des résidences secondaires et 1,3 % des logements vacants. Ces logements étaient pour 100 % d'entre eux des maisons individuelles et pour 0 % des appartements.
Le tableau ci-dessous présente la typologie des logements à Ernemont-la-Villette en 2019 en comparaison avec celle de la Seine-Maritime et de la France entière. Une caractéristique marquante du parc de logements est ainsi une proportion de résidences secondaires et logements occasionnels (9 %) supérieure à celle du département (4 %) et à celle de la France entière (9,7 %). Concernant le statut d'occupation de ces logements, 83,1 % des habitants de la commune sont propriétaires de leur logement (85,2 % en 2014), contre 53 % pour la Seine-Maritime et 57,5 pour la France entière.
| Typologie                                               | Ernemont-la-Villette | Seine-Maritime | France entière |
| ------------------------------------------------------- | -------------------- | -------------- | -------------- |
| Résidences principales (en %)                           | 89,7                 | 87,8           | 82,1           |
| Résidences secondaires et logements occasionnels (en %) | 9                    | 4              | 9,7            |
| Logements vacants (en %)                                | 1,3                  | 8,2            | 8,2            |

## Toponymie
Le nom de la localité est attesté sous les formes Ernoumont en 1187 (archives départementales de la Seine-Maritime, G 9485), Ernemont la Villette en 1658 (Arch. S.-M. G 8162).
Le qualificatif [la-Villette] est le nom d'un hameau notable de la commune (Archives communales d'Ernemont).

## Politique et administration

### Rattachements administratifs et électoraux

#### Rattachements administratifs
La commune se trouve depuis 1926 dans l'arrondissement de Dieppe du département de la Seine-Maritime.
Elle faisait partie depuis 1793 du canton de Gournay-en-Bray. Dans le cadre du redécoupage cantonal de 2014 en France, cette circonscription administrative territoriale a disparu, et le canton n'est plus qu'une circonscription électorale.

#### Rattachements électoraux
Pour les élections départementales, la commune fait partie depuis 2014 d'un  nouveau canton de Gournay-en-Bray.
Pour l'élection des députés, elle fait partie de la deuxième circonscription de la Seine-Maritime.

### Intercommunalité
Ernemont-la-Villette était membre de la communauté de communes du Bray-Normand, un établissement public de coopération intercommunale (EPCI) à fiscalité propre créé fin 2001 et auquel la commune avait transféré un certain nombre de ses compétences, dans les conditions déterminées par le code général des collectivités territoriales.
Dans le cadre des dispositions de la loi portant nouvelle organisation territoriale de la République du 7 août 2015, qui prévoit que les établissements publics de coopération intercommunale (EPCI) à fiscalité propre doivent avoir un minimum de 15 000 habitants, cette intercommunalité a fusionné avec ses voisines pour former, le 1er janvier 2017, la communauté  de communes des Quatre Rivières dont est désormais membre la commune.

### Liste des maires
| Période                                  | Période                         | Identité                               | Étiquette | Qualité |
| ---------------------------------------- | ------------------------------- | -------------------------------------- | --------- | --- |
| Les données manquantes sont à compléter. |                                 |                                        |           | |
|                                          | après 1871                      | Albert Luglien Marie Aronio de Romblay |           | |
| Les données manquantes sont à compléter. |                                 |                                        |           | |
|                                          |                                 | Léon Renaut                            |           | |
|                                          |                                 | Eugène Lesueur                         |           | |
|                                          |                                 | René Roussel                           |           | |
| Les données manquantes sont à compléter. |                                 |                                        |           | |
| mars 2001                                | En cours (au 13 septembre 2022) | Gérard Lesueur                         |           | Agriculteur retraité Vice-président de la CC du Bray-Normand (2014 → 2016) Réélu pour le mandat 2020-2026, |

## Démographie
L'évolution du nombre d'habitants est connue à travers les recensements de la population effectués dans la commune depuis 1793. Pour les communes de moins de 10 000 habitants, une enquête de recensement portant sur toute la population est réalisée tous les cinq ans, les populations de référence des années intermédiaires étant quant à elles estimées par interpolation ou extrapolation. Pour la commune, le premier recensement exhaustif entrant dans le cadre du nouveau dispositif a été réalisé en 2005.

En 2022, la commune comptait 210 habitants, en évolution de +11,7 % par rapport à 2016 (Seine-Maritime : +0,35 %, France hors Mayotte : +2,11 %).
| 1793 | 1800 | 1806 | 1821 | 1831 | 1836 | 1841 | 1846 | 1851 |
| ---- | ---- | ---- | ---- | ---- | ---- | ---- | ---- | ---- |
| 350  | 269  | 288  | 293  | 282  | 289  | 281  | 276  | 290  |

| 1856 | 1861 | 1866 | 1872 | 1876 | 1881 | 1886 | 1891 | 1896 |
| ---- | ---- | ---- | ---- | ---- | ---- | ---- | ---- | ---- |
| 303  | 280  | 285  | 291  | 279  | 241  | 229  | 250  | 246  |

| 1901 | 1906 | 1911 | 1921 | 1926 | 1931 | 1936 | 1946 | 1954 |
| ---- | ---- | ---- | ---- | ---- | ---- | ---- | ---- | ---- |
| 217  | 222  | 225  | 217  | 212  | 208  | 206  | 220  | 202  |

| 1962 | 1968 | 1975 | 1982 | 1990 | 1999 | 2005 | 2006 | 2010 |
| ---- | ---- | ---- | ---- | ---- | ---- | ---- | ---- | ---- |
| 191  | 174  | 131  | 146  | 180  | 176  | 198  | 195  | 195  |

| 2015 | 2020 | 2022 | - | - | - | - | - | - |
| ---- | ---- | ---- | - | - | - | - | - | - |
| 186  | 204  | 210  | - | - | - | - | - | - |

## Culture locale et patrimoine

### Lieux et monuments
- Église Saint-Martin d'Ernemont des XVIIe et XVIIIe siècles.
- Chapelle Saint-Vincent de Launay.
- Ancien château d'Ernemont-la-Villette.

### Personnalités liées à la commune
- Marc Huiart, coureur cycliste né à Ernemont-la-Villette le 5 juillet 1936, mort le 29 juillet 1962 à l'âge de 26 ans. Outre le Tour de France, il participa à de grandes épreuves nationales comme Paris-Nice, Paris-Camembert, les Quatre Jours de Dunkerque, le Championnat de France et de nombreux critériums, obtenant régulièrement des classements très honorables. Encore promis à un bel avenir, c'est au Grand Prix de Fourmies (Nord) de 1962 qu'après le dernier virage de la course il fut tué par un choc de plein fouet avec une voiture. Sa mémoire fut saluée par les grands champions de son temps, en particulier par son coéquipier Henri Anglade et par son ami Jacques Anquetil (v. entre autres articles de presse : Miroir du cyclisme no 201 de juin 1975, rubrique du Cyclisme de A à Z).